# 최수용
최수용(1921년 3월 11일~1999년 5월 8일)은 대한민국의 정치인이다. 제6대 국회의원을 지냈다.

## 역대 선거 결과
|  | 32.90% |

|  | 16.66% |

|  | 14.63% |